# St. Johannis (Werben)

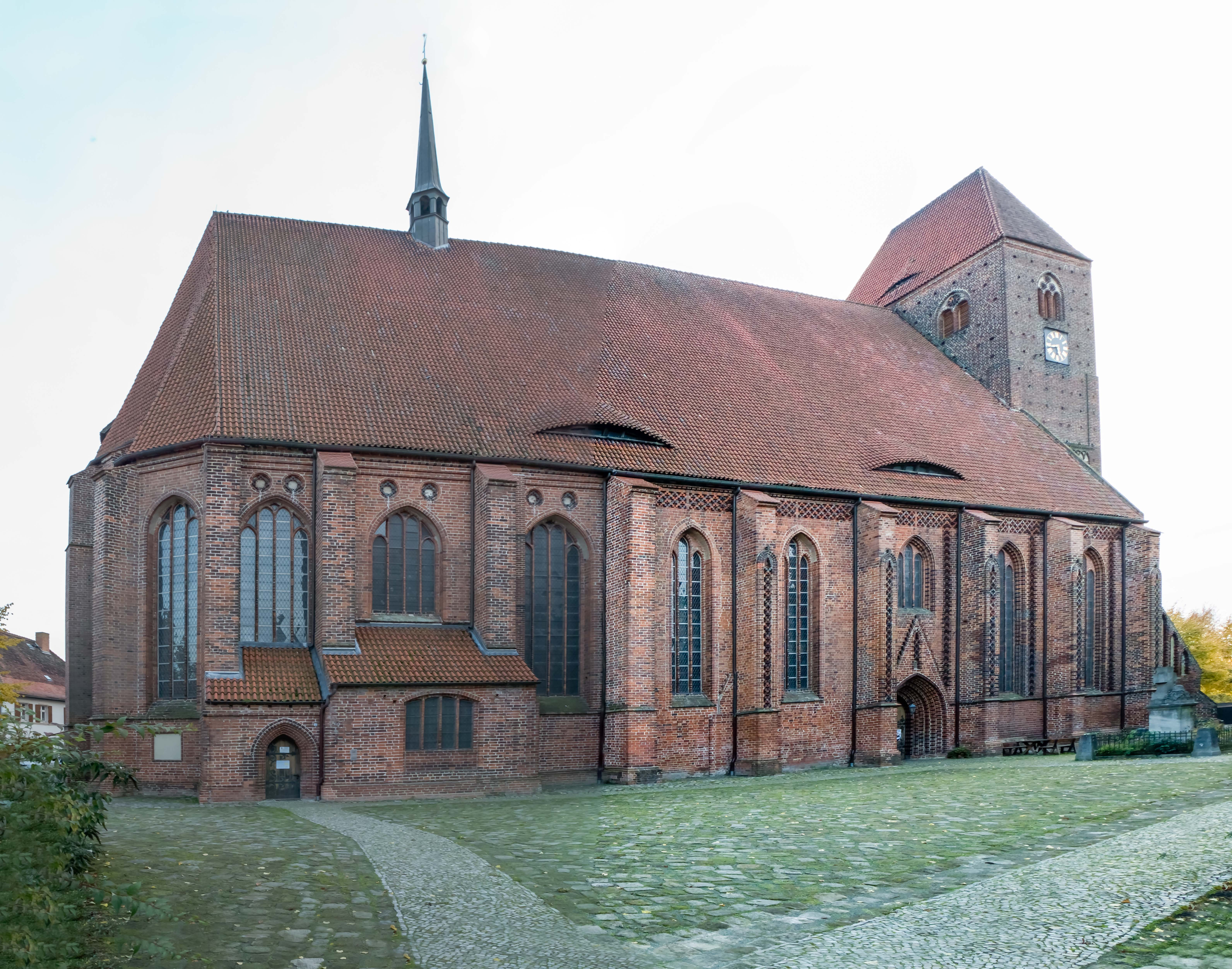
St. Johannis von Nordosten

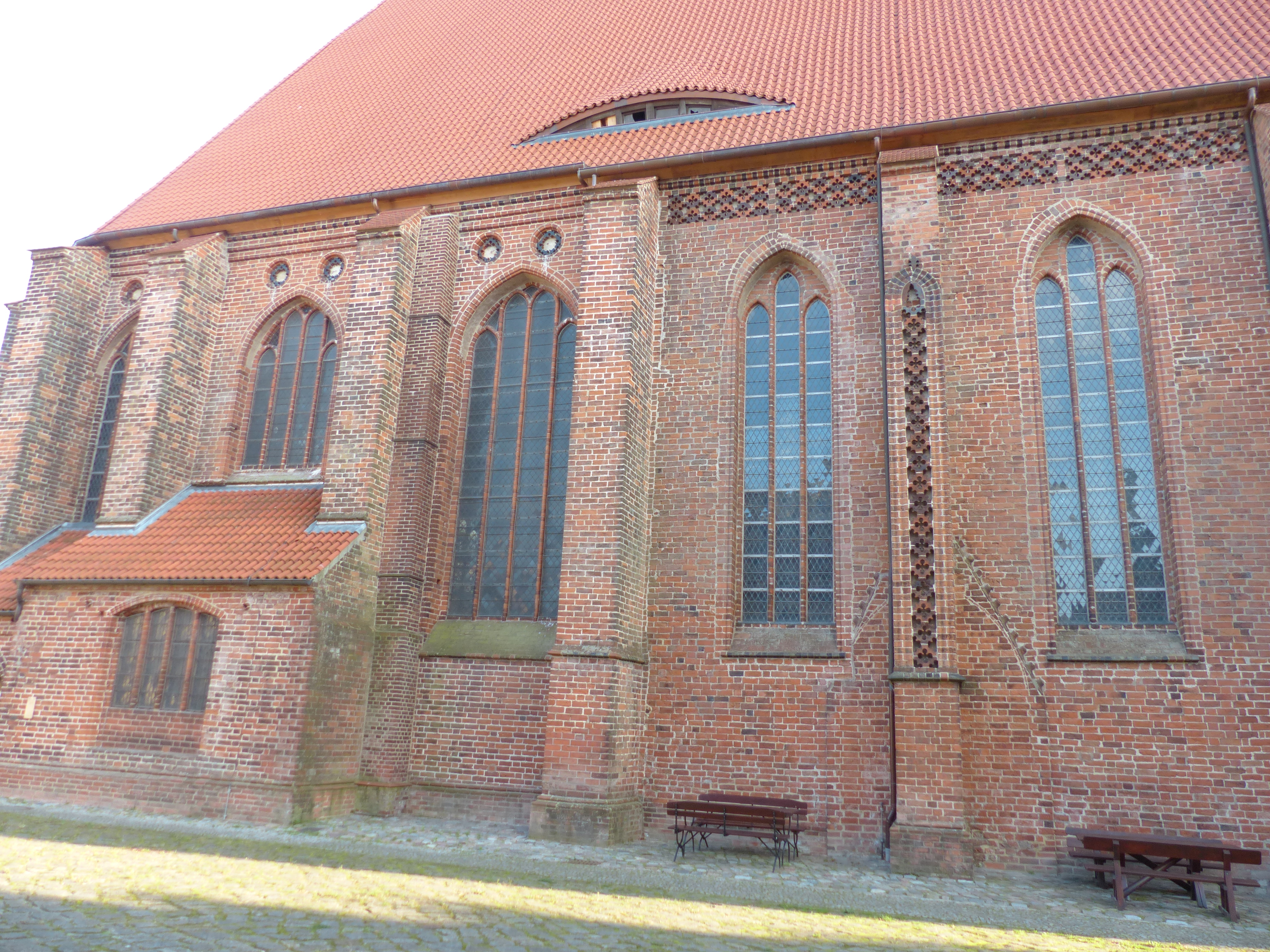
Links Chor aus dem 14. Jh., rechts mit Bändern von Blendmaßwerk Schiff aus dem 15. Jh.

Die gotische Pfarrkirche St. Johannis in Werben, im Mittelalter auch Gotteshaus der 1160 hier gegründeten Komturei (Kommende des Johanniterordens), ist das bedeutendste Baudenkmal in der Hansestadt an der Elbe. Zur Komturei gehörte außerdem noch die südwestlich gelegene, heute profanierte Lambertikapelle.

## Der Bau und seine Geschichte
Mächtig erheben sich aus der flachen Elbniederung der Backsteinturm und das steile Dach des überwiegend gotischen Baus. Nur die blockhaft geschlossenen, auch durch kein Portal geöffneten Untergeschosse des querrechteckigen Westturms gehören noch zum spätromanischen, im 12. Jahrhundert begonnenen Ursprungsbau, einer Basilika, deren übrige Teile in gotischer Zeit durch den Neubau einer weiträumigen dreischiffigen Hallenkirche ersetzt wurden. Von einem ersten, nicht weit gediehenen Umbau in der ersten Hälfte des 14. Jahrhunderts stammen die Seitenschiffswände im vierten und fünften Joch (von Westen gezählt) mit ihren vermauerten Fenstern und dem wieder geschlossenen Portal.
Um 1414 (ein Ablass aus diesem Jahr steht wohl damit in Zusammenhang) bis etwa 1440 wurden die fünf westlichen Joche errichtet, in der Längenerstreckung wohl anstelle des romanischen Vorgängerbaus. Dabei wurde eine Veränderung des Jochzuschnitts entweder nur erwogen oder aber durchgeführt, zu erkennen am Wimperg eines Portals, das sich in der Position eines heutigen Wandpfeilers befunden hätte. Die spätgotischen Seitenwände sind aufwändig ausgestaltet mit glasierten Ziegeln und Maßwerkfriesen, Fenstern mit profilierten Gewänden und abgetreppten Portalen im zweiten südlichen und dritten nördlichen Joch. Entsprechend vielgliedrig sind auch die Pfeiler. Noch vor der Mitte des 15. Jahrhunderts wurden die Portalvorhalle zwischen Turm und Stirnwand des Nordseitenschiffs sowie die 1443 gestiftete Ottilienkapelle am dritten südlichen Seitenschiffsjoch angebaut.

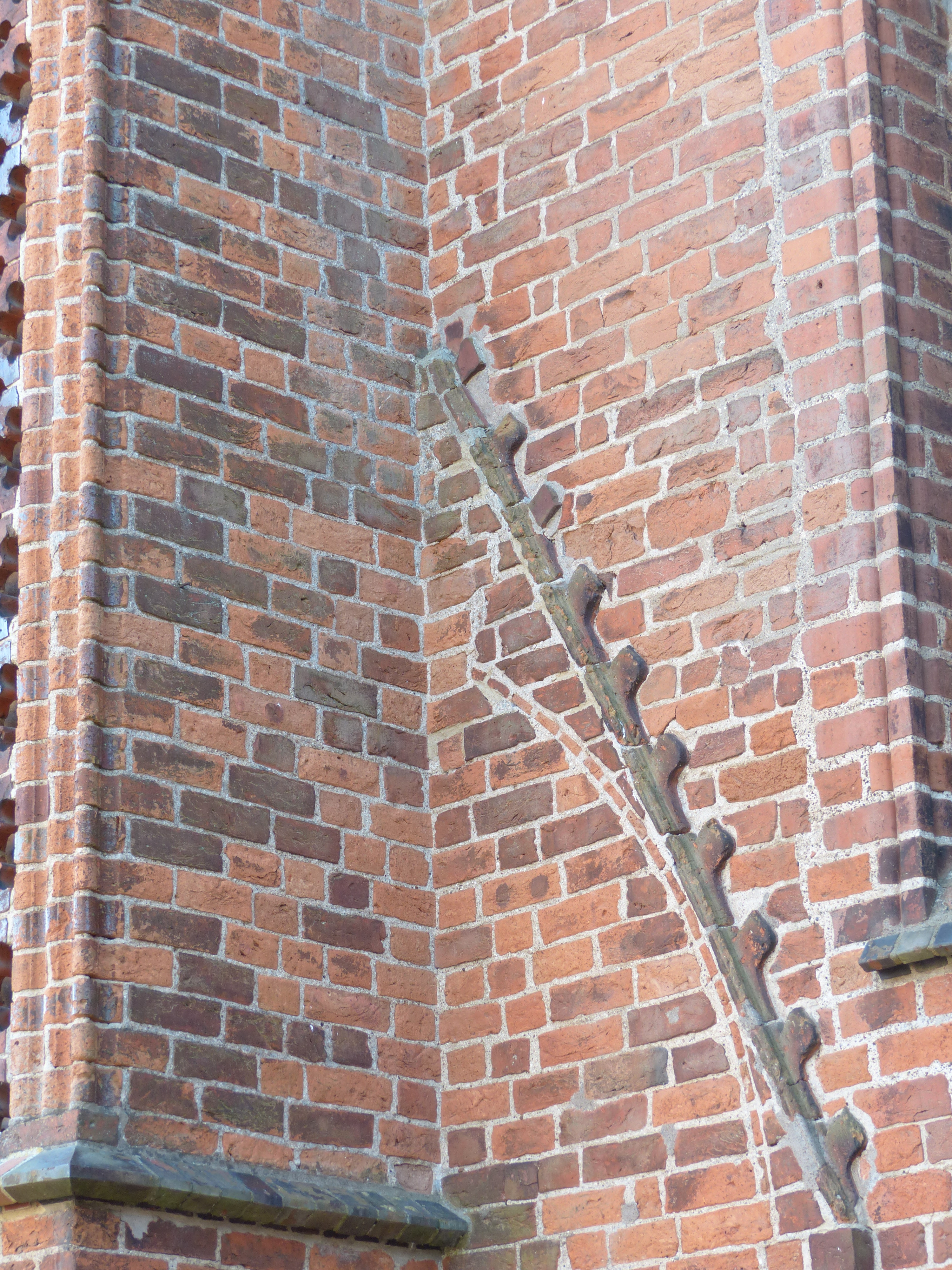
Anstelle des Strebepfeilers war zuerst ein Portal mit Wimperg
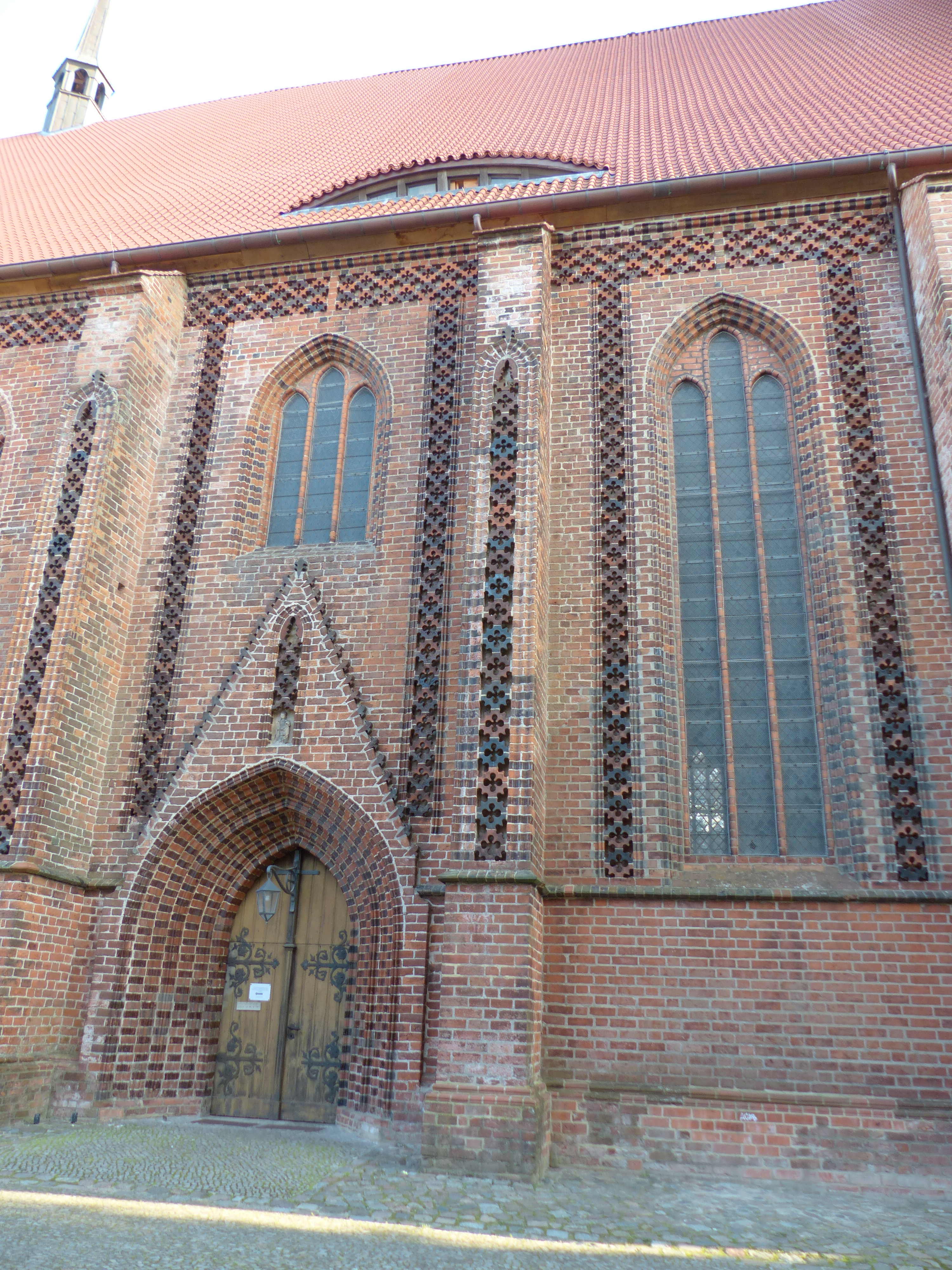
Nordportal mit Wimperg, Bänder von Blendmaßwerk
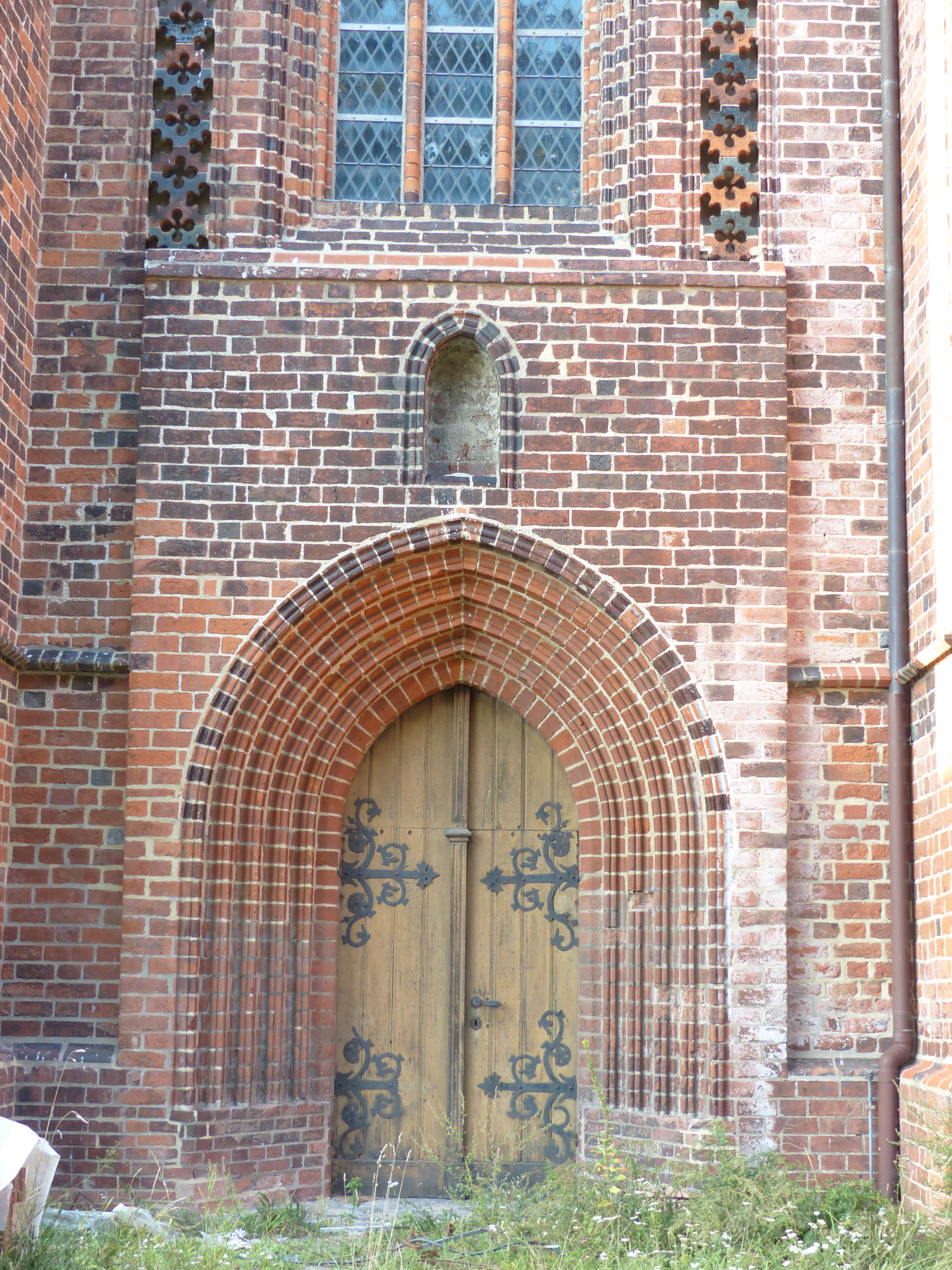
Südportal
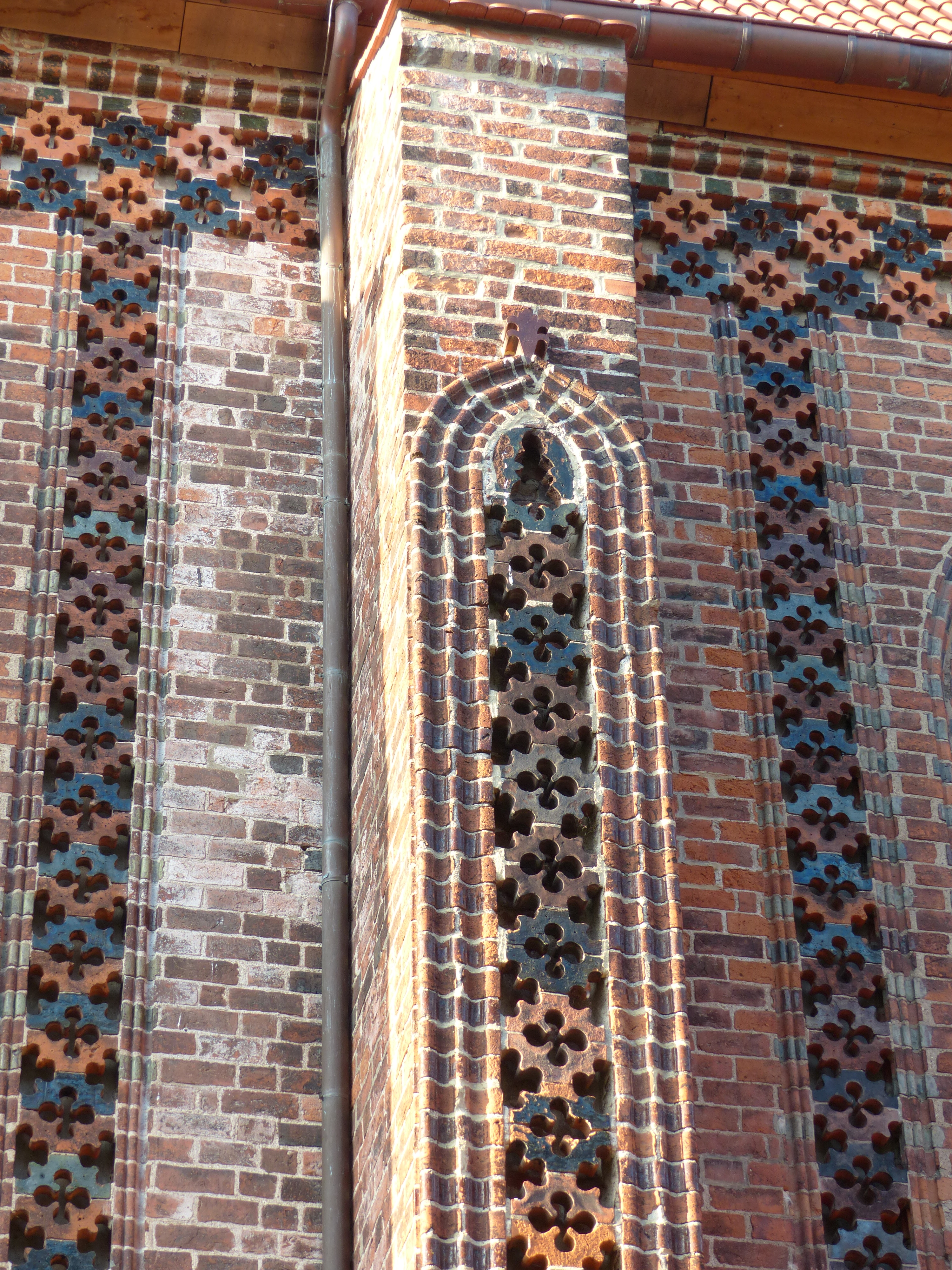
Blendmaßwerk an der Südseite
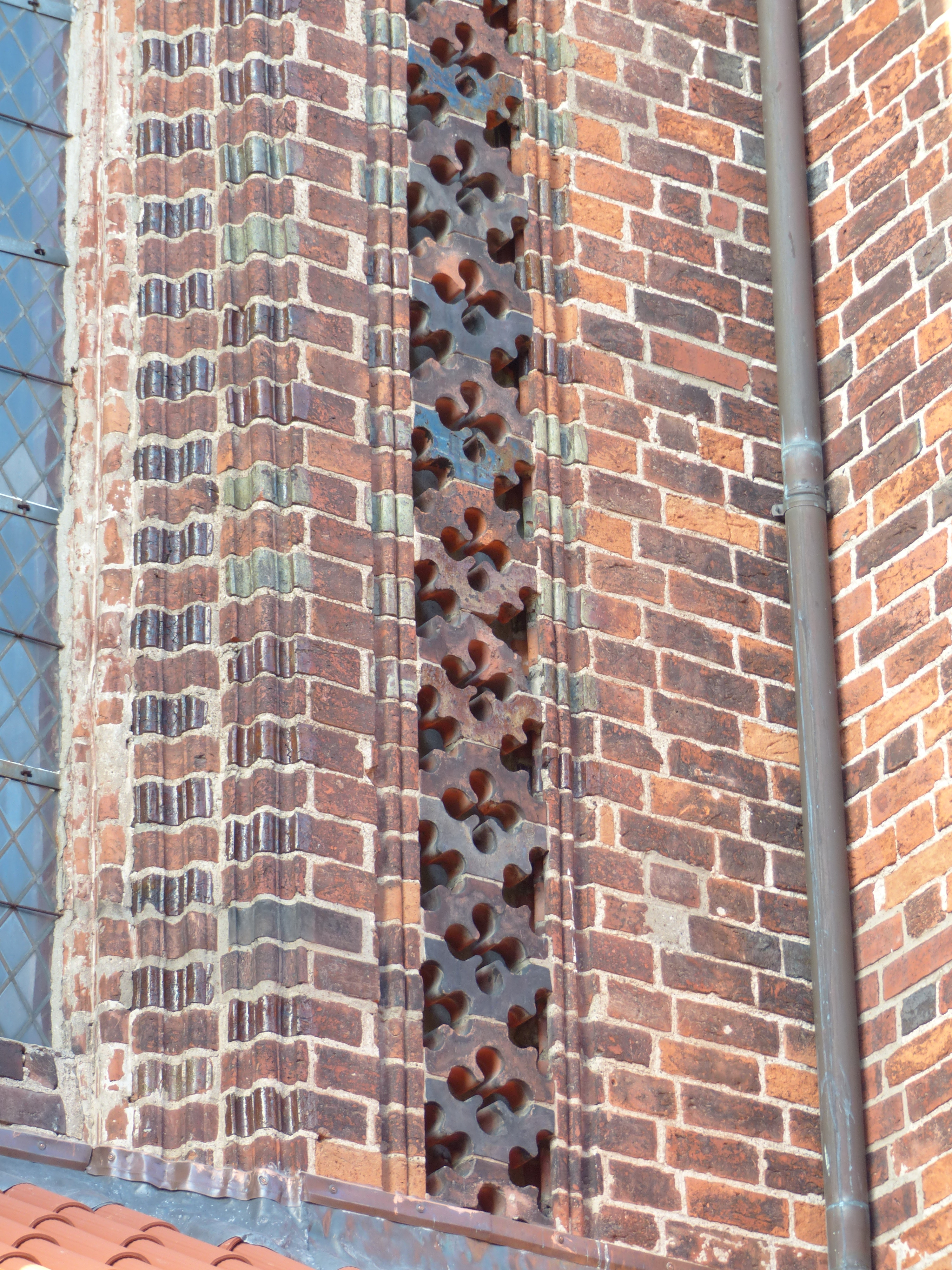
Fenstergewände und Blendmaßwerk

Zwischen der Mitte des 15. Jahrhunderts und 1466 (Inschrift im Chorgewölbe) ersetzte man in einem folgenden Bauabschnitt den bis dahin verbliebenen romanischen Chor durch weitere zweieinhalb Joche und die drei östlich abschließenden Apsiden, die ungewöhnlicherweise im Inneren durch Durchgänge verbunden und außen von einem gemeinsamen abgewalmten Dach überfangen werden. Gleichzeitig mit dem Umbau zur Hallenkirche erhöhte man den Turm und gab ihm ein schlichtes Walmdach.
Mehrere andernorts gefundene Pilgerzeichen belegen, dass die Kirche eine wichtige Station auf den spätmittelalterlichen Wallfahrten nach Wilsnack war.

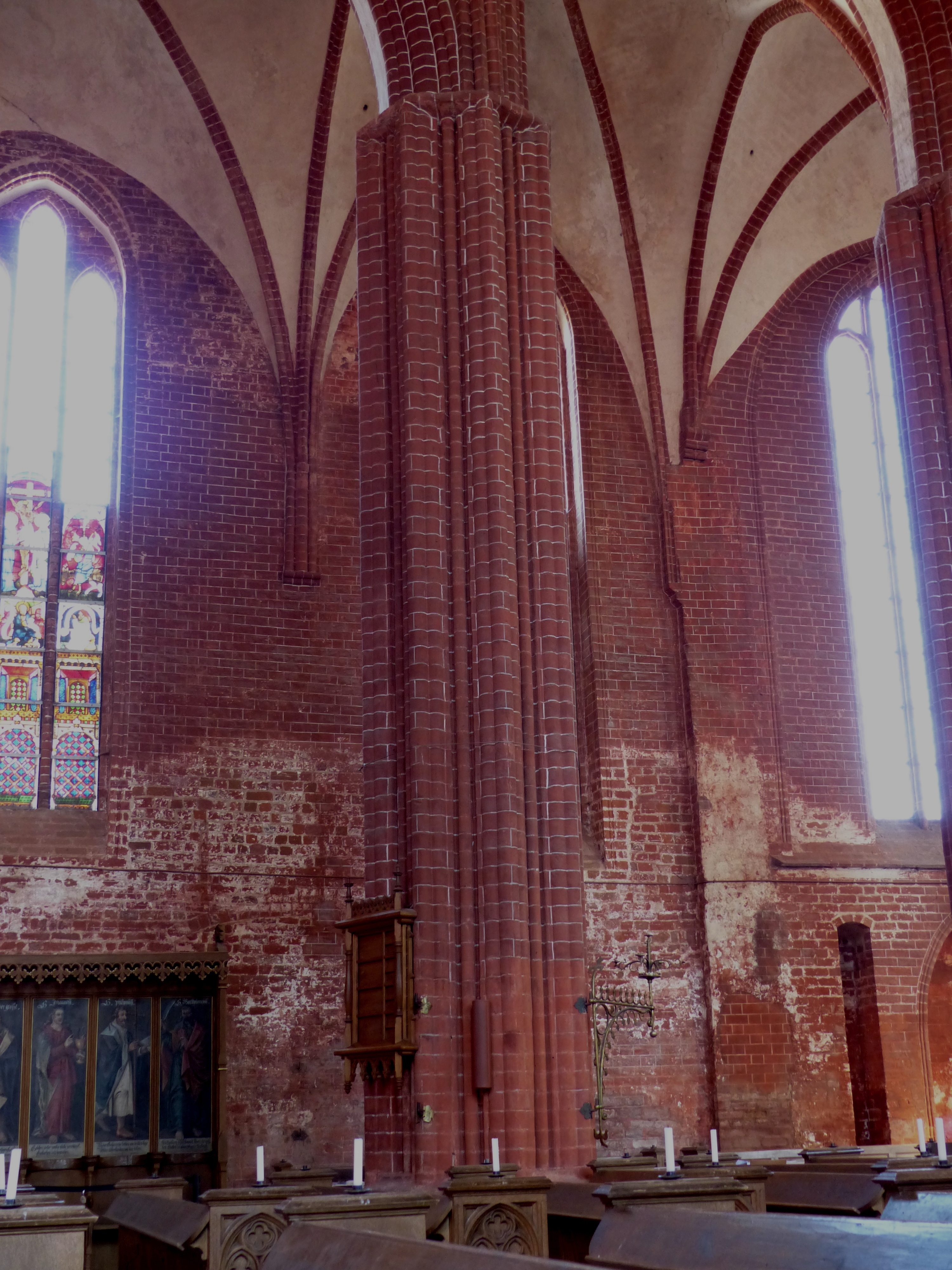
Rechts vom Pfeiler die Baunaht an der Wandinnenseite
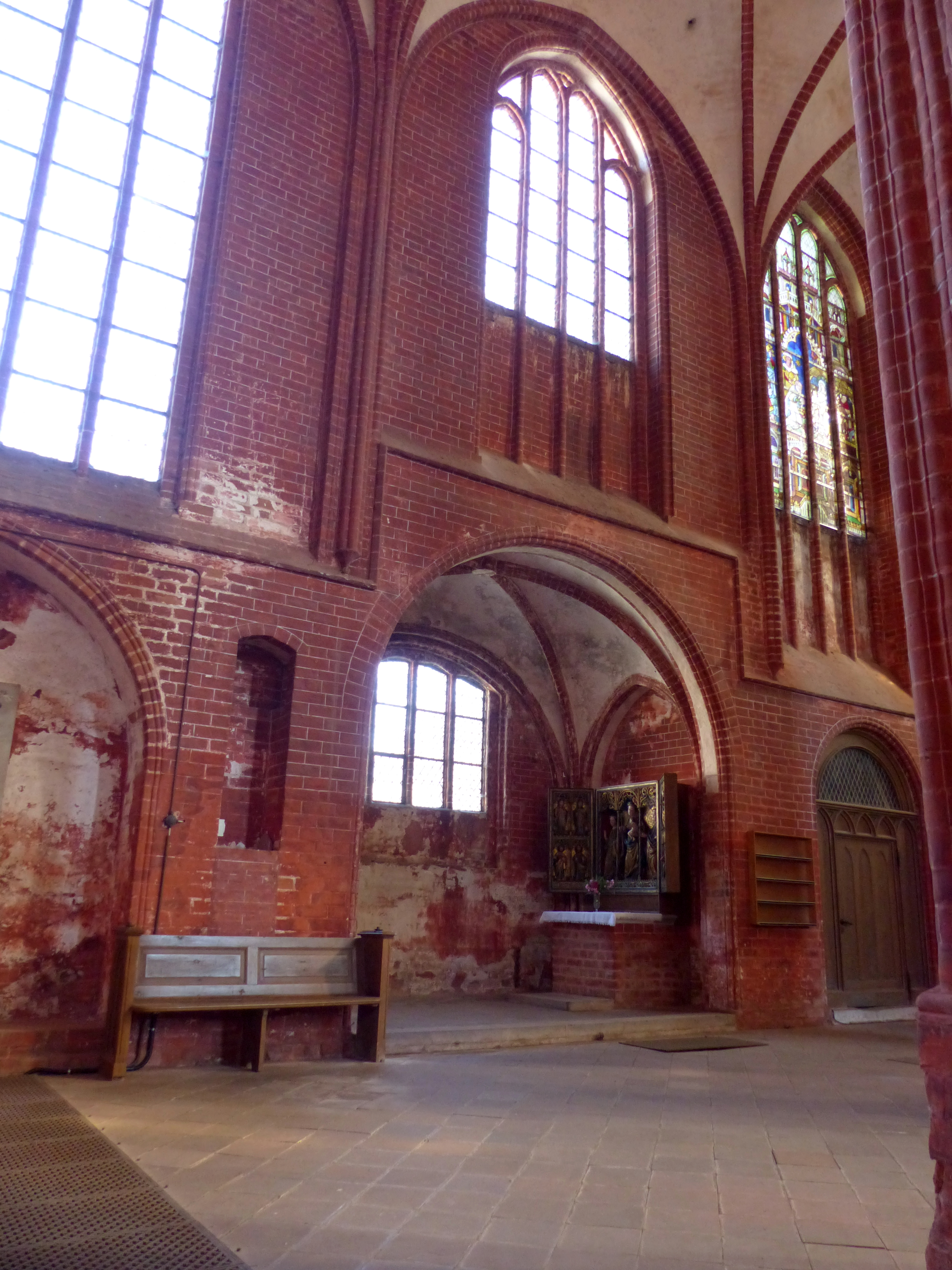
Nordkapelle
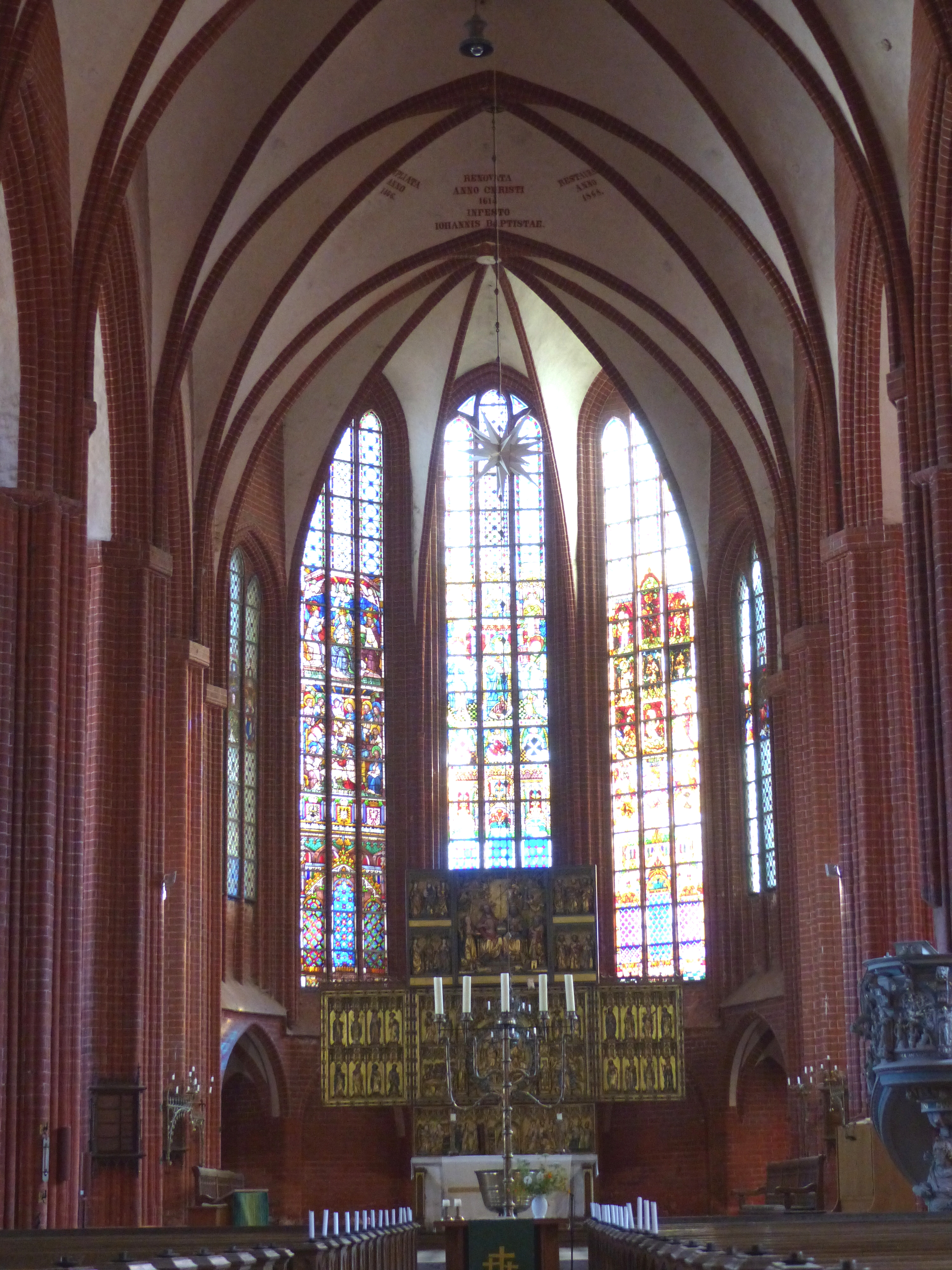
Mittelschiff, Hauptchor
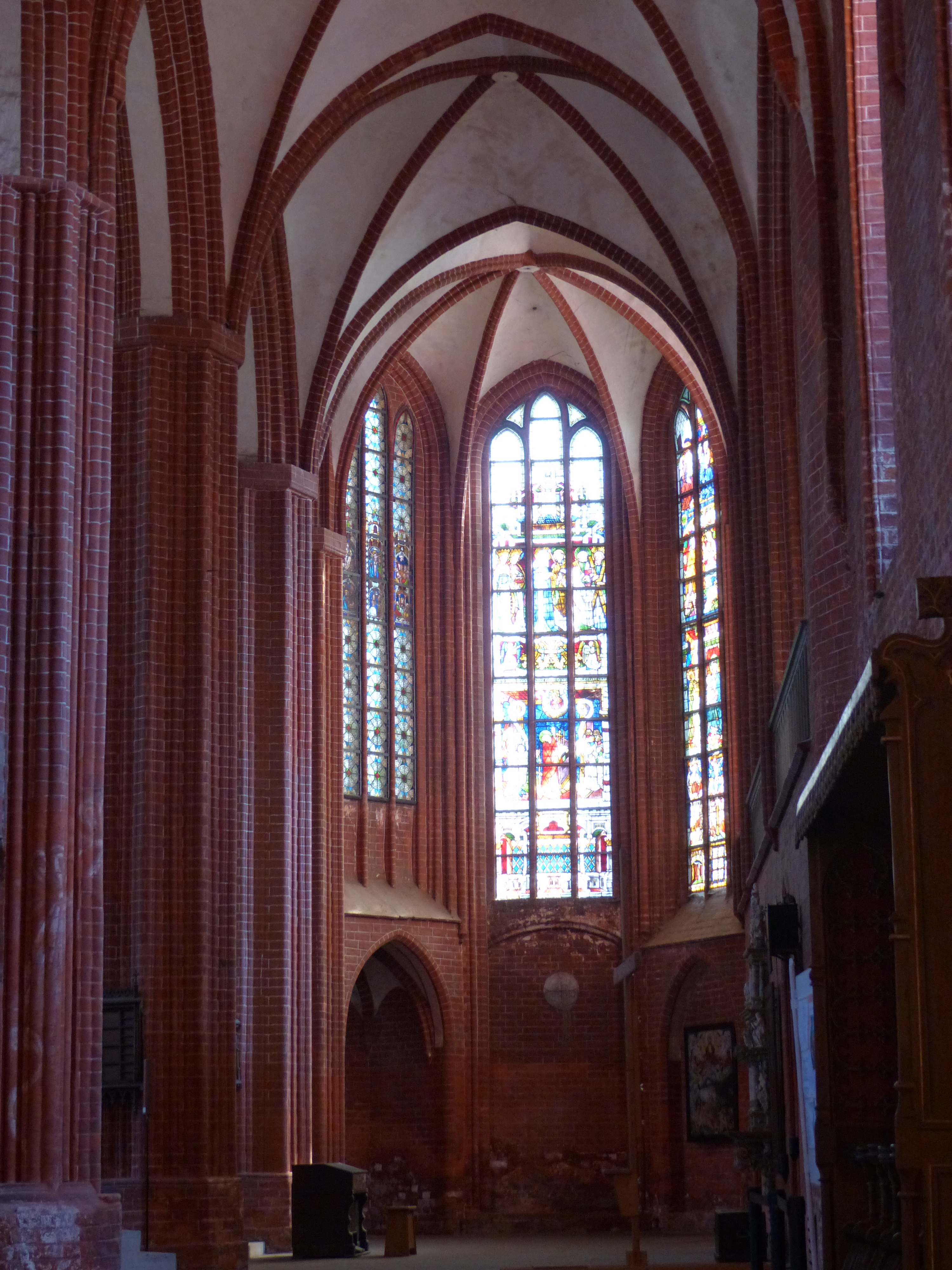
Südseitenschiff mit Nebenchos

## Ausstattung

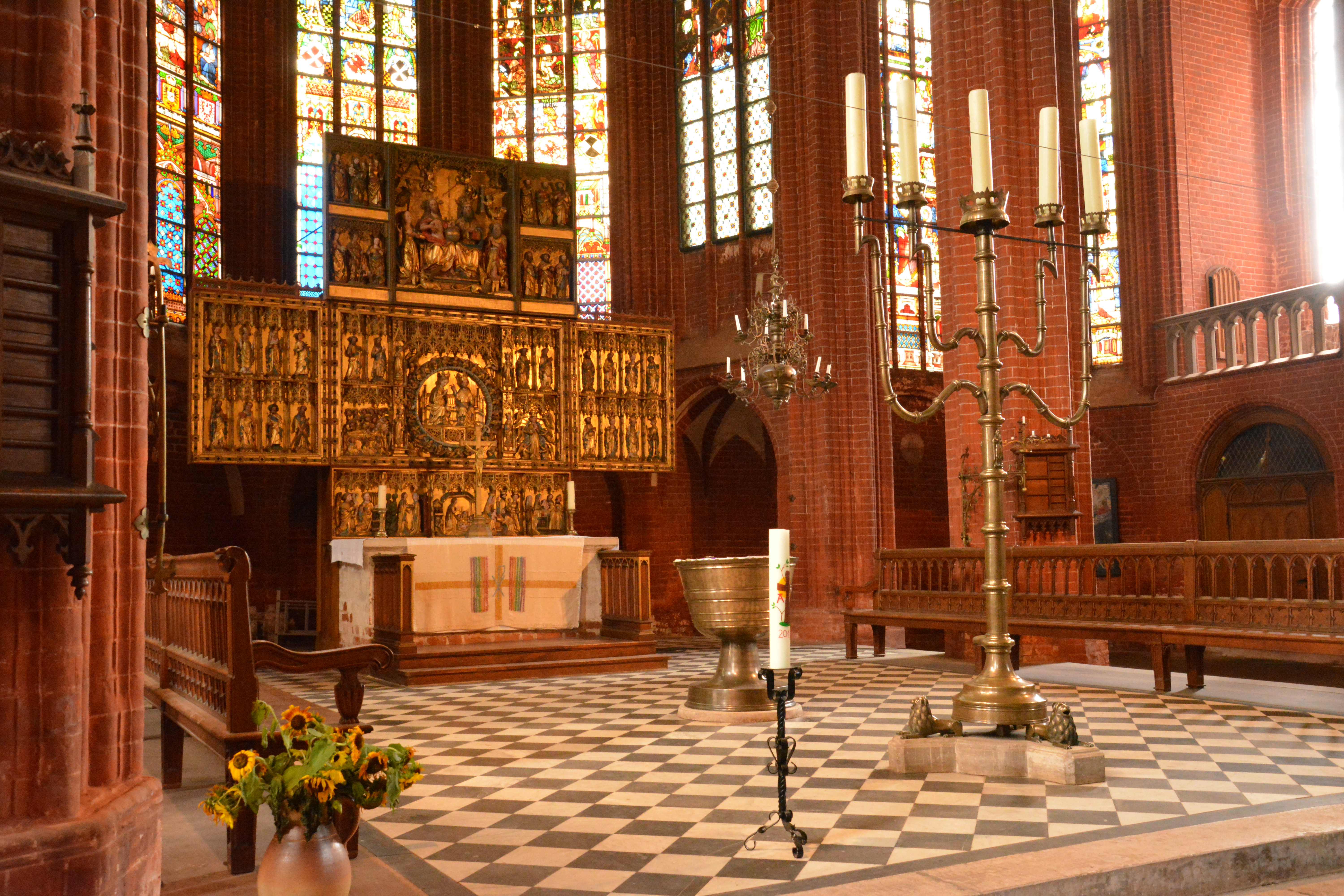
Hochaltar, um 1430 und um 1520

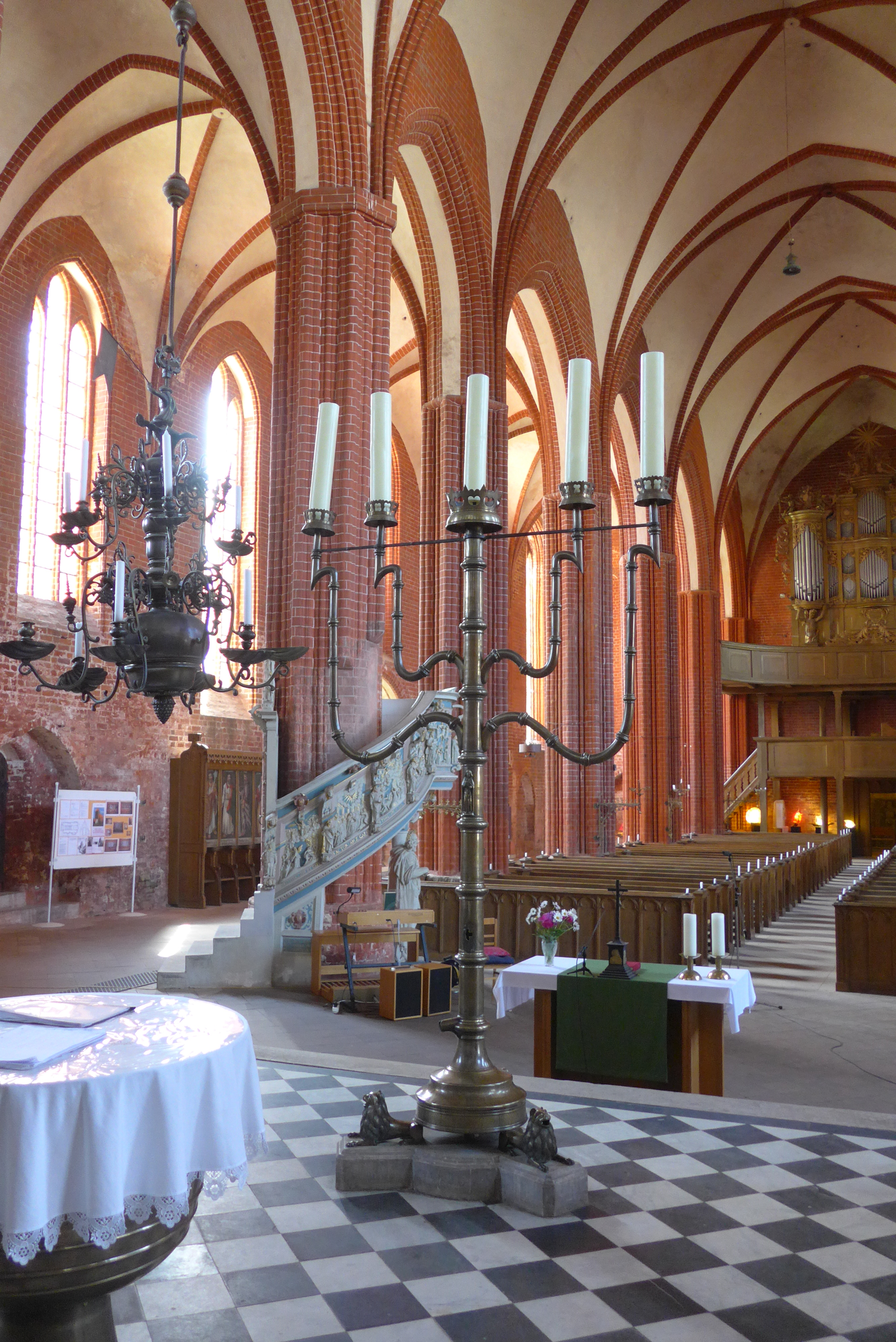
Blick aus dem Chor in Südseitenschiff und Mittelschiff: Standleuchter (1488), Kronleuchter (1676)

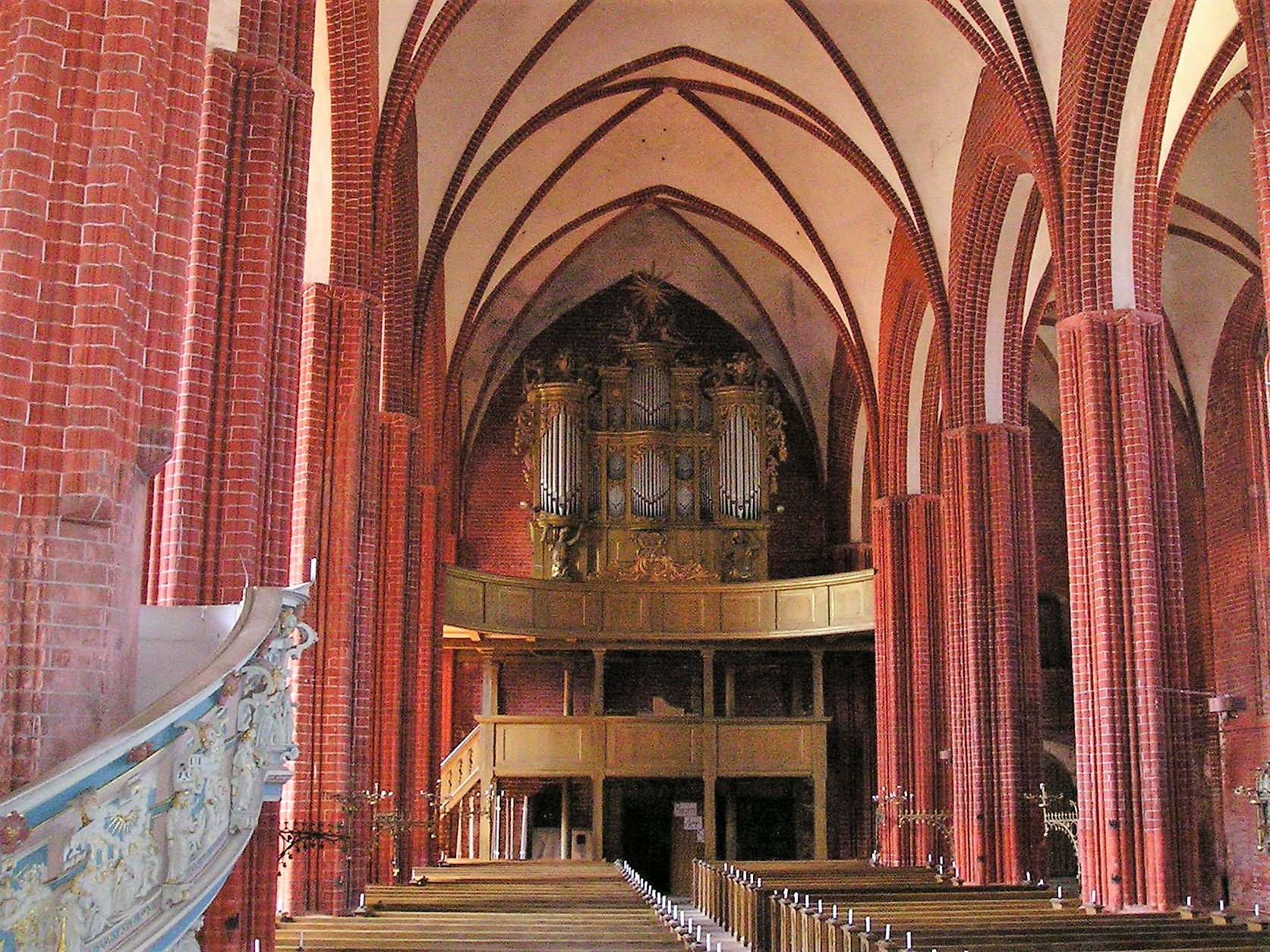
Orgel über der doppelten Westempore

Die Ausstattung ist von bemerkenswertem Reichtum und spiegelt eher den mittelalterlichen Rang von Stadt und Kirche als deren heutige Bedeutung. Erhebliche Reste mittelalterlicher Glasmalereien (um 1380 und 1420 bis 1467) sind umgeben von 1891 ausgeführten, recht willkürlichen Ergänzungen.
Der Flügelaltar im Chor besteht aus zwei bereits 1721 aufeinandergesetzten Retabeln. Das untere ist der Gottesmutter gewidmet. In der Predella und in zwei Feldern des Mittelschreins entwickelt sich in acht szenischen Reliefs das Marienleben von der Verkündigung bis zur Himmelfahrt, kulminierend im großen mittleren Rundbild, in dem, von Engelschören umgeben, Maria von Christus gekrönt wird. Apostel und Heilige begleiten die Szene auf den Flügeln. Die schreinhaft durchmodellierte, recht hohe Predella und der untere Retabelaufsatz gehören wegen der fortlaufenden Bilderzählung zweifellos zusammen, sie entstanden um 1430, gegen Ende des Weichen Stils. 1721 setzte man einen weiteren, fast 100 Jahre jüngeren Schrein darüber: Er hat die Dreifaltigkeit Gottes zum Thema, die Darstellung des Hl. Geistes ist allerdings verloren.
Ein anderer Schnitzaltar aus dem Anfang des 16. Jahrhunderts, in der Nordkapelle, zeigt neben der Muttergottes die Heiligen Gertrud und Ottilie. Für den Annenaltar fertigte der Hamburger Bildhauer Helmeke Borstel um 1513 das Relief der Anna selbdritt, heute in einem Schrein des 19. Jahrhunderts. Auch das Messing-Taufbecken von 1489 und der monumentale fünfarmige Standleuchter von 1488 stammen von einem Gießer aus Hamburg, Hermen Bonstede.
Die Kanzel und ihren Reliefschmuck fertigte der Magdeburger Michael Spieß. 1717 wurde eine Kanzeluhr angebracht. Das spätgotische Chorgestühl zeigt spätere Ergänzungen.
Die Orgel der Kirche wurde 1747 von den brandenburgischen Orgelbaumeister Joachim Wagner erbaut mit zwei Manualen, Pedal und 27 Registern. Nach mehreren kleineren Umbauten wurde die Orgel 1917–1919 entsprechend dem damaligen Zeitgeschmack von dem Stendaler Orgelbaumeister Albert Kohl auf pneumatischen Betrieb umgebaut; die Orgel besitzt seither 34 Register und zwei Transmissionen. 11 originale Register von Joachim Wagner sind noch vorhanden, ebenso der figürlich angereicherte Prospekt von Johann Philipp Joachim. Die Orgel ist derzeit nicht spielbar, 1985 wurde sie stillgelegt. Eine Restaurierung im Sinne Wagners ist geplant.
Zahlreiche Grabdenkmäler des 16. bis 18. Jahrhunderts befinden sich in der Kirche. Erwähnenswert ist der von dem Werbener Bildhauer und Zimmermann Hans Hacke geschaffene Grabstein für die im Jahre 1608 verstorbene Blandina Goldbeck geb. Luidtke, Tochter des Dekans am Dom zu Havelberg Matthäus Ludecus und Ehefrau des Christoph Goldbeck (1568–1621). Er war Ratsherr in Werben und Erbsaß (Erbherr) auf Räbel und Berge (Ortsteile von Werben).
In der Empore über der südlichen Sakristei ist ein Rippenknochen eines Wals aufgehängt.